# Wilhelm Klingenberg (Architekt)
Wilhelm Otto Emil Klingenberg senior (* 21. Juni 1850 in Görlitz; † 30. April 1910 ebenda) war ein deutscher Architekt und Stadtbaumeister, der in Österreich tätig war.

## Leben
Wilhelm Klingenberg war der Sohn eines preußischen Musikdirektors. Er studierte von 1875 bis 1877 an der Akademie der bildenden Künste Wien bei Theophil von Hansen. Anschließend war er Assistent bei Friedrich von Schmidt. 1882 bekam er die Baumeisterkonzession und war in Wien, Niederösterreich und Böhmen tätig. Einer seiner Mitarbeiter war der Architekt und Stadtbaumeister Ludwig Schwanberg, ein anderer Matthäus Bohdal, für dessen Baumeisterbetrieb er 1890 bis 1896 die Verantwortung übernahm. Klingenberg war Mitglied mehrerer Architekten- und Baumeistervereinigungen und gehörte dem Hansen-Klub ab 1903 an. Im Rahmen dessen absolvierte er eine Studienreise nach Griechenland.

## Bedeutung
Wilhelm Klingenberg war ein der Tradition verpflichteter Architekt, dessen Werk nur schmal ist. Er baute Wohnhäuser, Fabriken und verschiedene öffentliche Gebäude.

## Werke

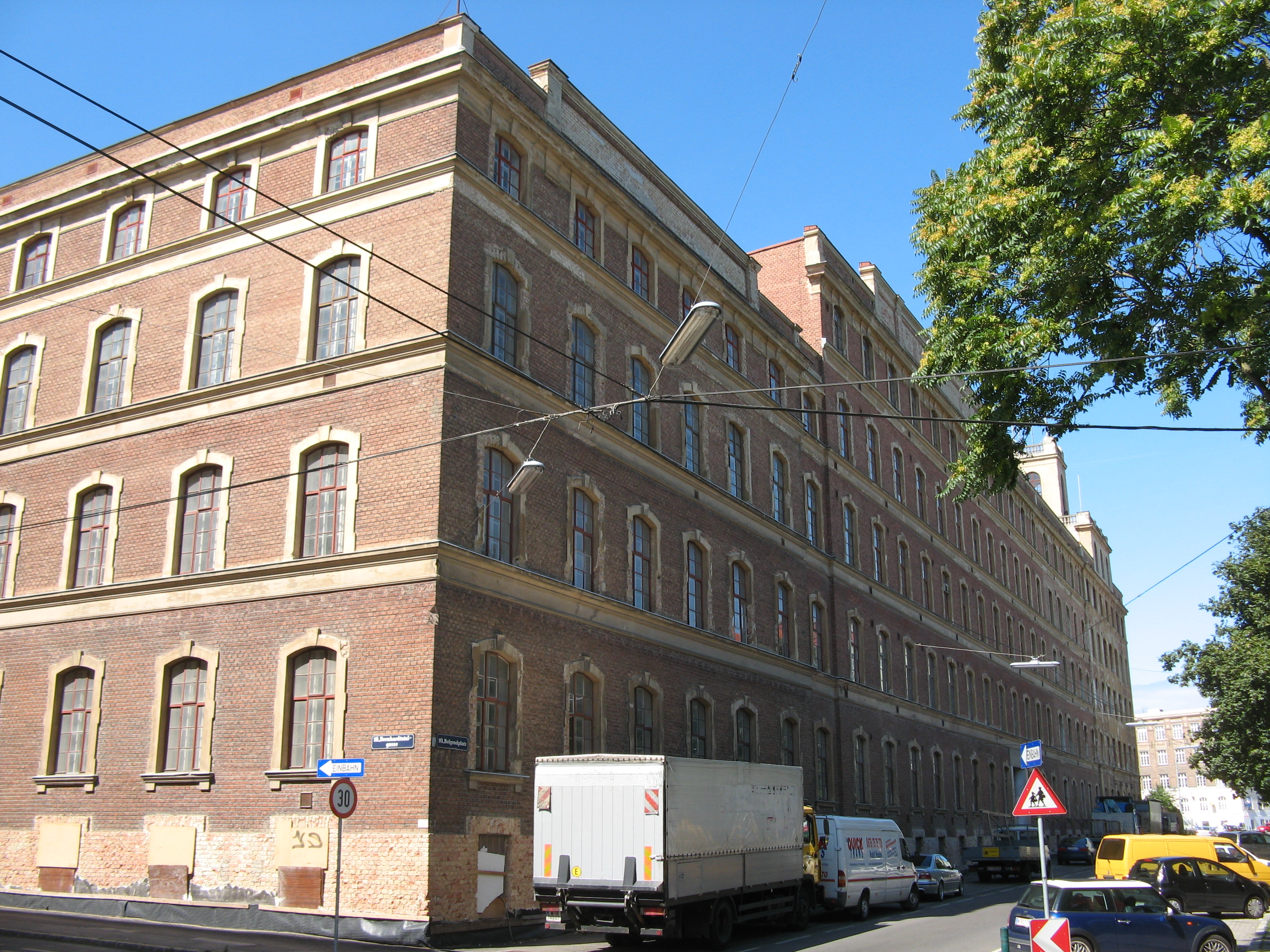
Schokoladefabrik Heller (1898/1900) von Wilhelm Klingenberg

- Wohnhaus, Marc-Aurel-Straße 10–12, Wien 1 (1886)
- Um- und Neubau Sanatorium Rosenthal, Auhofstraße 189, Wien 13 (1888)
- Turnhalle für den Deutschen Turnverein, Böhmisch-Aicha (1890)
- Wohn- und Geschäftshaus, Wipplingerstraße 16, Wien 1 (1892)
- Zuckerwarenfabrik Heller, Belgradplatz 3–5, Wien 1 (1898–1900)
- Schokoladefabrik Victor Schmidt & Söhne, Geiselbergstraße 26–32, Wien 11 (1905)
- Umbau des Rathauses, Böhmisch-Aicha (1905)
- Fassade des Rathauses, Liebenau (1905)